# Isaías
Isaías (Hebraico: יְשַׁעְיָהוּ, Moderno Yeshayahu Tiberiano Yəšạʻyā́hû; em siríaco:  ܐܹܫܲܥܝܵܐ ˀēšaˁyā; Grego: Ἠσαΐας, Ēsaïās; Latim: Isaias; Árabe: إشعيا As̲h̲aʿyāʾ ou S̲h̲aʿyā; "Yah é a salvação"), teria vivido entre 765 a.C. e 681 a.C., durante os reinados de Uzias, Jotão, Acaz e Ezequias, sendo contemporâneo à destruição de Samaria pela Assíria e à resistência de Jerusalém ao cerco das tropas de Senaqueribe que sitiou a cidade com um exército de 185 mil assírios em 701 a.C.

## Biografia
Isaías, cujo nome significa "Iahveh ajuda" ou "Iahveh é auxílio" exerceu o seu ministério no reino de Judá, tendo se casado com uma esposa conhecida como a profetisa que foi mãe de dois filhos: Sear-Jasube e Maer-Salal-Hás-Baz.
O capítulo 6 do livro informa sobre o chamado de Isaías para tornar-se profeta através de uma visão do trono de Deus no templo, acompanhado por serafins, em que um desses seres angelicais teria voado até ele trazendo brasas vivas do altar para purificar seus lábios a fim de purificá-lo de seu pecado. Então, depois disto, Isaías ouve uma voz de Deus determinando que levasse ao povo sua mensagem.
Focando em Jerusalém, a profecia de Isaías, em sua primeira metade, transmite mensagens de punição e juízo para os pecados de Israel, Judá e das nações vizinhas, tratando de alguns eventos ocorridos durante o reinado de Ezequias, o que se verifica até o final do capítulo 39.
A outra metade do livro (do capítulo 40 ao final) contém palavras de perdão, conforto e esperança.
Pode-se afirmar que o profeta Isaías, na visão da religião Judaica, também fala sobre o mundo utópico que será quando o Messias estiver no mundo, especialmente em Isaías 11:1-16. Entretanto, há profecias de Isaías que muitos Cristãos defendem ser sobre O Messias (Hamashiach), mas que na visão da religião Judaica, visivelmente trata-se de outrem. Na visão da religião Judaica, por exemplo, em Isaías 7:14, pode de ser traduzido ("haalmah" significa "a jovem mulher"), o contexto desta profecia, pela visão da religião Judaica, era o nascimento do filho do rei Acaz de Judá, Ezequias, em cujos "ombros estava o principado" (ver Isaías 9:6) e quem se tornaria rei de Judá e traria a paz ao povo das ameaças e da dominação Assíria [por isso o termo "Príncipe da Paz" (Messias), em Isaías 9:6]. Neste mesmo verso, Isaías utiliza uma figura de linguagem - o hipérbato (que é a inversão da ordem das palavras em uma sentença, com o objetivo de poetizar o texto) - que confunde muita gente e os tradutores da Bíblia. O que está escrito em Isaías 9:6 é o seguinte: "... e o seu nome será Maravilhoso Conselheiro, Deus Forte, Pai da Eternidade, Príncipe da Paz". Porém o verbo "vaykra" é o verbo "chamar" no tempo passado (chamou). Quando a passagem é traduzida de forma correta, considerando o hipérbato, nota-se mais clareza no entendimento do verso: "... e o Maravilhoso Conselheiro, Deus Todo Poderoso, Pai da Eternindade chamou seu nome Príncipe da Paz". Logo, Isaías 9:6 na visão da religião Judaica, fala do rei Ezequias, e não do Messias. Esta profecia corrobora a profecia de Isaías 7:14. 
A leitura judaica defende a ideia de que  o "servo sofredor" de Isaías 53 não seria "O Messias", que morreria pelos pecados da humanidade e como um príncipe soberano governará com justiça. Nesta visão, a leitura dos capítulos precedentes (Isaías 40 - 52) esclareceria que, na verdade, o termo "meu servo", que aparece repetidas vezes, refere-se exclusivamente a Israel (que também é chamado de Jacó), e não ao Messias. O livro de Isaías contém 4 cânticos sobre o "servo sofredor", sendo o capítulo 53, o último deles. 
No Judaísmo, portanto, os cânticos do servo são interpretados como se referindo ao povo Israelita/Judeu.
Já leitura Cristã de Isaías 53 considera que a passagem menciona, de fato, o martírio que aguardava o Messias: "Mas ele foi ferido pelas nossas transgressões e moído pelas nossas iniquidades; o castigo que nos traz a paz estava sobre ele, e, pelas suas pisaduras, fomos sarados (Is 53:5)".  Somar-se-ia a isto também a dicção do versículo 8 que afirma que o "servo sofredor" foi golpeado e eliminado da terra dos viventes por causa da transgressão "do meu povo". Estes versículos, segundo a visão cristã, ao mencionarem que o "servo sofredor" morreria pelas "nossas transgressões" [leia-se, pelas transgressões do povo, conforme v. 8], indicam que não poderia haver uma identidade entre os personagens da profecia (dito de outra forma, o próprio povo não poderia morrer pelos pecados dele mesmo em prol de sua própria salvação). Assim, embora em outros trechos o povo de Israel é designado como "servo", o capítulo 53 em específico alude ao servo que sofreria e morreria pelo povo e não o próprio povo. 

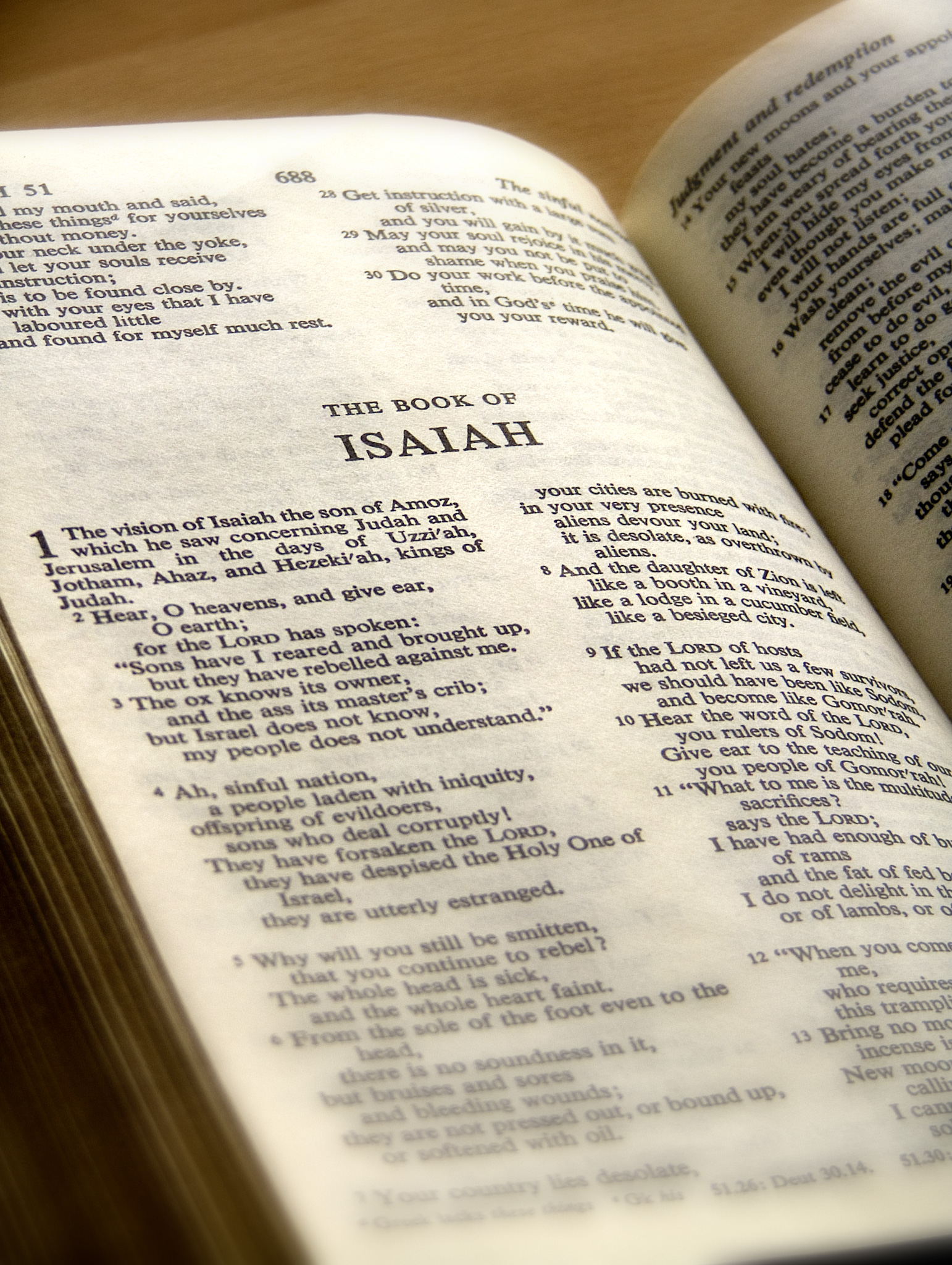

No Talmude de Jerusalém consta que Isaías foi morto quando, ao ser perseguido pelo rei Manassés, se escondeu dentro de um cedro. As franjas de sua roupa, porém, deflagraram sua presença, e então o rei ordenou que o cedro fosse serrado ao meio, ocasionando sua morte (Sanhedrin x.). A versão do Talmude é um pouco diferente, onde o profeta se introduz no cedro perante Manassés, e este então manda serrar a árvore. Quando a serra chegou à sua boca, Isaías morre, assim sendo “castigado” por seu perseguidor por ter dito: "Eu habito no meio de um povo de lábios impuros" (Yevamot 49b). Entre outras variantes de literaturas judaicas, com algumas singularidades, como a do Targum.

## Contra a falsa religião
Na época de Isaías, as pessoas frequentavam o Templo, mas para o profeta isso não basta, pois encher o Templo com iniquidade e solenidade é um erro enorme (Isaías 1:10-20), isso porque as pessoas que levam oferendas para Deus são as mesmas que não se importam em fazer o direito (mishpât) funcionar, que não fazem justiça ao desprotegido órfão e à abandonada viúva. Isaías, em um dos textos proféticos mais violentos contra um culto que funciona só para mascarar as injustiças que se cometem no dia a dia, pede aos príncipes de Sodoma e ao povo de - na verdade, de Jerusalém - para ouvirem a palavra de Iahweh:
10 Escutem a palavra de Jeová, chefes de Sodoma; preste atenção ao ensinamento do nosso Deus, ó povo de Gomorra:
11 Que me interessa a quantidade dos seus sacrifícios? - diz Jeová. Estou farto dos holocaustos de carneiros e da gordura de novilhos. Não gosto do sangue de bois, carneiros e cabritos. 
12 Quando vocês vêm à minha presença e pisam meus átrios, quem exige algo da mão de vocês?
13 Parem de trazer ofertas inúteis. O incenso é coisa nojenta para mim; luas novas, sábados, assembleias… não suporto injustiça junto com solenidade.  (Isaías 1:10-13).
16 Lavem-se, purifiquem-se, tirem da minha vista as maldades que vocês praticam. Parem de fazer o mal, 
17 aprendam a fazer o bem: busquem o direito, socorram o oprimido, façam justiça ao órfão, defendam a causa da viúva.  (Isaías 1:16-17)

## Crítica à injustiça social
O profeta denuncia o comportamento dos ricos e latifundiários, dos que vivem em grandes festas custeadas pelo trabalho dos pobres, dos que exploram o povo negando-lhe a justiça e dos que se fazem grandes e importantes vivendo em grandes banquetes (Isaías 5:8-24).

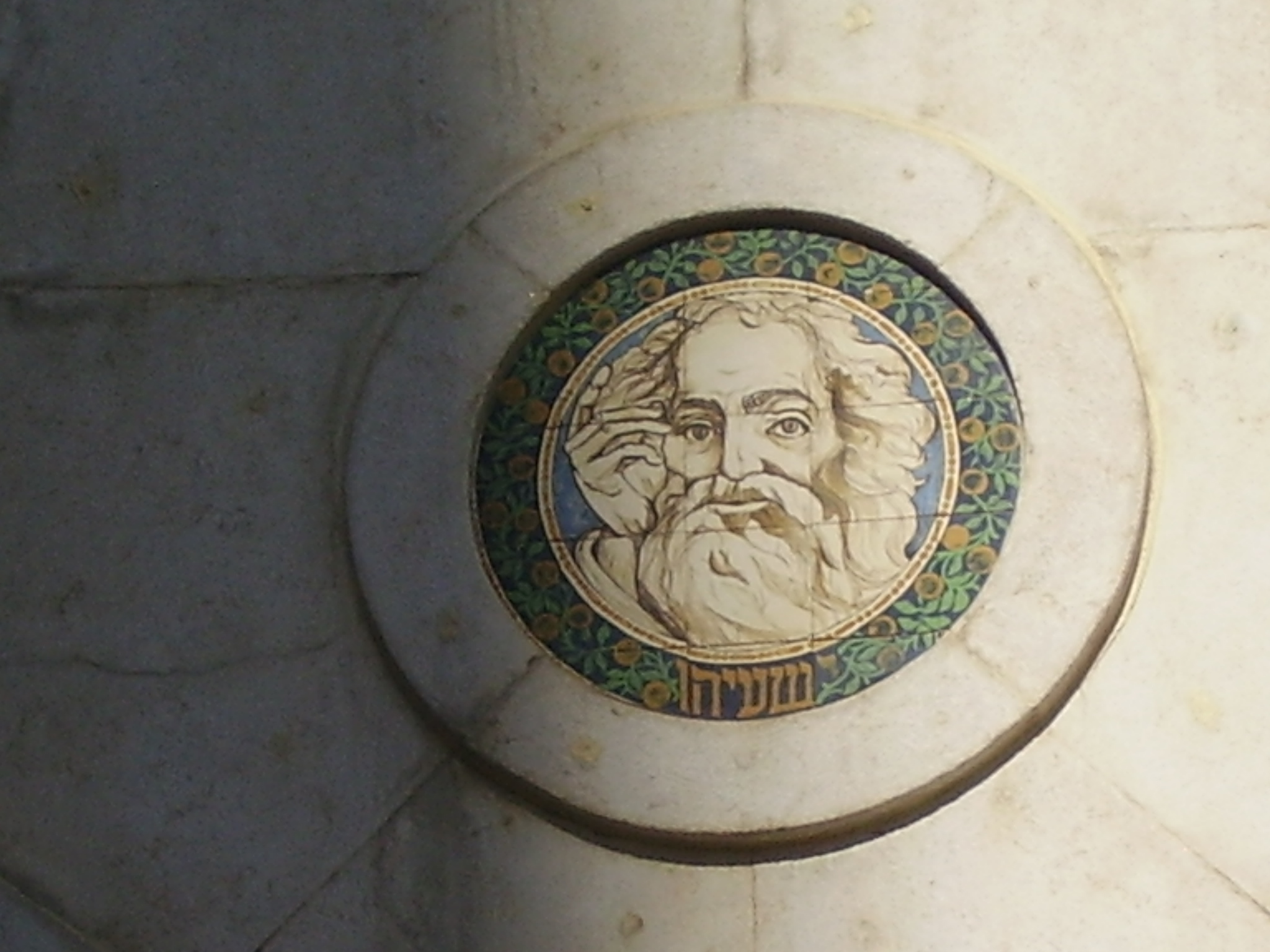
Ilustração de Isaías em telhas cerâmicas, em uma casa particular de Tel Aviv.

Ai daqueles que juntam casa com casa e emendam campo a campo, até que não sobre mais espaço e sejam os únicos a habitarem no meio do país.  (5:8)
Nesse aspecto destaca-se sua semelhança com o profeta Amós, até porque eles são quase contemporâneos: Amós é de 760 AC e Isaías inicia sua atividade em 740 AC. A problemática social era a mesma para ambos, embora Amós fosse um camponês e Isaías um homem culto ligado à corte, ambos atacam os grupos dominantes da sociedade: autoridades, magistrados, latifundiários, políticos.
Isaías é duro e irônico com as damas da classe alta de Jerusalém (Isaías 3:16-24), assim como Amós o fora com as madames de Samaria em Amós 4:1-3, além disso Isaías defende, com paixão, órfãos, viúvas, oprimidos, o povo explorado e desgovernado pelos governantes, denúncia igualmente a máscara da religião que encobre a injustiça (Isaías 1:10-20), do mesmo modo que Amós em (Amós 2:6-16), (Amós 4:4-5) e (Amós 5:21-27).

## Época deAcaz
Nessa época ocorreu uma grande crise política e militar em Judá, provocada pela crescente ameaça do Império Assírio e pelos muitos erros do governo de Judá. Era o tempo da política expansionista do rei Teglat-Falasar III (ou Tiglate-Pileser III, rei da Assíria), iniciada em 745 AC, que implicava numa grave ameaça para os pequenos reinos da região. Israel Setentrional, Damasco e outros da região tornaram-se tributários da Assíria. Golpes de Estado em Israel, alianças contra ou a favor da Assíria faziam parte da política internacional da época.
Facéia, um rei golpista, de Israel, fez uma aliança com o Damasco e ambos decidiram invadir Judá, derrubar Acaz e colocar um estrangeiro em seu lugar, para usar o reino do sul numa coalizão militar contra a Assíria, trata-se da Guerra Siro-efraimita, iniciada em 734 AC. Acaz pede o auxílio da Assíria e Teglat-Falasar III tomou Damasco e 3/4 de Israel, restando apenas a Samaria que, posteriormente (em 722 AC), foi tomada pelas tropas assírias de Salmanasar V (ou Salmanaser V, rei da Assíria) e de Sargão II.
Como preço pelo auxílio da Assíria, Judá perdeu sua independência, Acaz viu-se obrigado a reconhecer os deuses assírios como seus libertadores e a prestar-lhes culto, apresentar-se a Teglat-Falasar III para prestar-lhe obediência e pagar pesados tributos, o que resultou num aumento os impostos pagos pelo povo, aumentando as injustiças que antes já eram denunciadas por Isaías. Nesse contexto, a religião oficial procurava encobrir os problemas com grandes festas.

## Esperança emEzequias

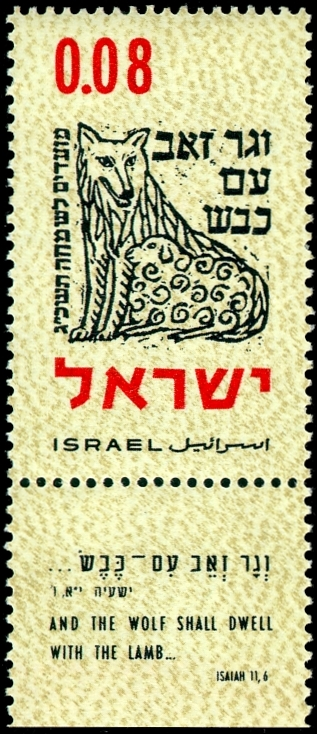
Selo israelense de 1962 com o trecho do versículo 6 do capítulo 11 de Isaías "Então, o lobo será hóspede do cordeiro..."

Alguns teólogos denominam a parte do Livro de Isaías compreendida entre o início do cap. 7 até o sexto vers. do cap. 12 (7:1-12:6) como Livro do Emanuel (7:14), estima-se que essa parte da obra foi escrita e, portanto, deve ser interpretada no contexto da Guerra Siro-efraimita e da consequente dependência da Assíria. São seis capítulos organizados pelo redator do livro de Isaías em torno de três temas:
- os sinais, como o do menino que vai nascer (7:14-15);
- o binômio invasão/libertação, que aparece em vários textos;
- o significado de nomes próprios.

O início do cap. 7 (7:1-17) revela a esperança de Isaías em Ezequias. É um texto que deve ser lido considerando-se a existência de dois blocos distintos:
O primeiro bloco (7:1-9), relata o encontro de Isaías com Acaz, às vésperas da Guerra Siro-efraimita, em 734 ou 733 AC.  Quando os reis de Damasco e de Samaria planejam invadir Judá para depor Acaz e no seu lugar colocar um rei não-davídico - o filho de Tabeel - que envolveria o país na coalizão contra o Império Assírio, Isaías vai ao encontro de Acaz, que está cuidando das defesas de Jerusalém.
O segundo bloco (7:10-17) relata novo encontro de Isaías com Acaz, desta vez, talvez, no palácio, no qual o profeta oferece ao rei um sinal de que tudo se arranjará diante da ameaça siro-efraimita. Com a recusa do rei em pedir um sinal a Iahweh, Isaías muda de tom e relata a Acaz que Iahweh, por própria iniciativa, dar-lhe-á um sinal, que consiste no seguinte: a jovem mulher dará à luz um filho, seu nome será Emanuel (Deus-conosco) e ele comerá coalhada e mel até que chegue ao uso da razão.

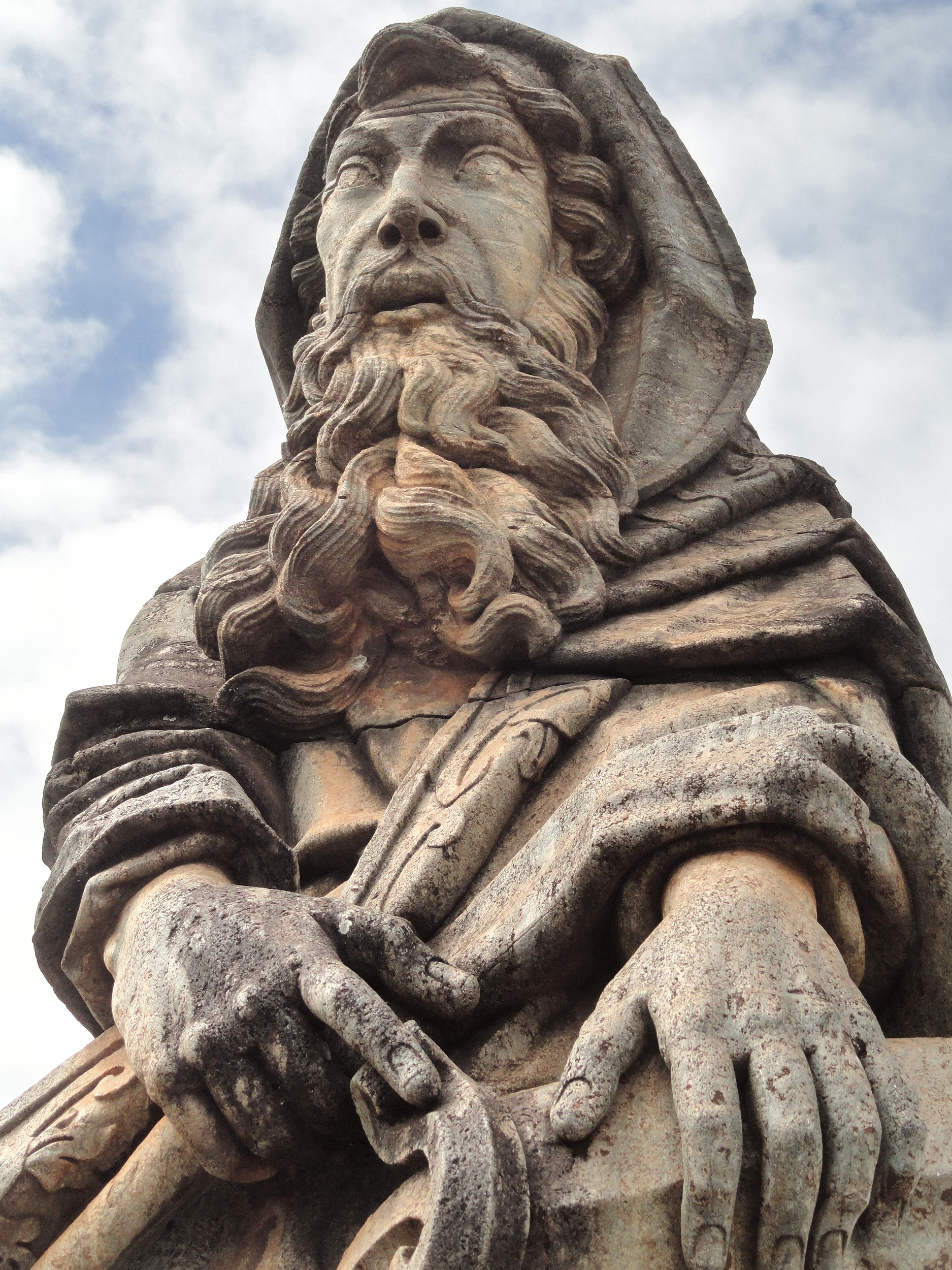
Profeta Isaías esculpido por Aleijadinho no Santuário do Bom Jesus de Matosinhos, em Congonhas, Minas Gerais, 1800-5

Na visão da religião Judaica, conclui-se que a jovem mulher seja a jovem rainha, mãe de Ezequias, considerando-se que Isaías falou a Acaz nos primeiros meses de 733 AC, e Ezequias teria nascido no inverno de 733-32 AC.
Na visão da religião Judaica, Isaías volta a falar de Ezequias no início do cap. 9 (8:23b-9:6), pois este início de capítulo deve compreendido em conjunto com o final do cap. 8, no qual menciona as três regiões de Israel conquistadas entre 734 e 732 AC por Teglat-Falasar III, que são: Zabulon (caminho do mar), Neftali (o além-Jordão) e a Galileia (o território das nações). Isaías fala destas regiões para despertar a esperança: Iahweh, que humilhou estas terras, as cobrirá de glória. E o povo, que vivia nas trevas e na tristeza, viverá na luz e na alegria. Uma alegria enorme, que é causada pelo fim da opressão (o jugo, a canga e o bastão do opressor foram quebrados), pelo fim da guerra (a bota e o uniforme militar foram queimados) e, principalmente, pelo nascimento de um menino em Judá.
Na visão da religião Judaica, este menino é um personagem da casa real, de acordo com os quatro títulos que lhe são atribuídos em 9:5, títulos que parecem ser características sobre-humanas e messiânicas, mas que podem caber bem aos reis, segundo a mentalidade da época: a sabedoria do rei na administração (Conselheiro), sua capacidade militar (Deus-forte), zelo pela prosperidade do povo (Pai), preocupação com a felicidade do povo (Príncipe-da-paz), além disso, 9:6 esclarece que este menino é da "casa de David" e caracteriza suas ações: governará com direito e justiça, e, por isso, deve tratar-se de Ezequias.
Isaías volta a referir-se a Ezequias, na visão da religião Judaica, no início do cap. 11 (11:1-9), pois o ponto de referência do profeta continua sendo um rei da época, descendente de David, que salvaria o país da catástrofe. O texto fala de um personagem régio (11:1), de suas qualidades (11:2), de sua atuação (11:3b-5), da instauração de uma nova realidade (11:6-8) para concluir que então haverá em Israel conhecimento de Iahweh.
Este personagem esperado, fiel a Iahweh, vai instaurar um reino de justiça e paz, onde o pobre e o oprimido serão protegidos contra a prepotência dos poderosos. Justiça e paz que são simbolizadas, no poema, pela convivência harmoniosa de animais selvagens e domésticos. A identificação deste personagem da família davídica é problemática. Na visão da religião Judaica, alguns acreditam que o poema trata da utopia profética de Isaías por ocasião da coroação de Ezequias como rei em 716 ou 715 AC. Na visão da religião Judaica, outros defendem que se Ezequias fora o objeto da esperança de Isaías de tirar o país da crise, como aparece em 7:1-17 e 8:23b-9:6, agora, decepcionado com sua política pró-egípcia que acaba provocando a invasão do rei assírio Senaqueribe, pensa em alguém que no futuro possa resgatar Israel.
Ezequias tomou posse como rei em 716 ou 715 AC, após a morte de seu pai Acaz, e aproveitou a pouca vigilância assíria para fazer uma reforma em Judá. Foi uma reforma religiosa, social e econômica, na qual defendeu os artesãos dos exploradores, com a criação de associações profissionais, retirou do Templo de Jerusalém os símbolos idolátricos e construiu um novo bairro em Jerusalém, para abrigar os refugiados de Israel. Entretanto, em 701 AC, Senaqueribe destruiu 46 cidades fortificadas de Judá e sitiou Jerusalém.

## Controvérsias sobre a autoria dolivroe sobre sua unidade
Embora a teologia tradicional judaico-cristã defenda a existência de um único autor, respaldada por Eclesiástico 48:24-25, talvez exista a possibilidade de que o livro possa ter sido obra de mais de um autor, merecendo destaque o início do capítulo 40, onde se verifica a descontinuidade entre o Primeiro e o Segundo Isaías, pois ocorre uma mudança abrupta do século VIII AC ao período do Exílio na Babilônia (século VI AC), não se fala mais uma única vez de Isaías e a Assíria é substituída pela Babilônia, cujo nome é mencionado com frequência, assim como o nome de Ciro II, rei dos medos e persas. Talvez haja uma possibilidade dos 66 capítulos do livro, menos de 20 capítulos talvez possam ter sidos escritos pelo profeta do século VIII AC, que viveu durante os governos dos reis Joatão (739-734 AC), Acaz (734 ou 733 - 716 AC) e Ezequias (716 ou 715 - 699 ou 698 AC), estando tais capítulos concentrados na primeira parte do livro, que engloba os caps. 1 a 39, também conhecida como Proto-Isaías ou Primeiro Isaías.
Talvez haja uma possibilidade de que o Livro de Isaías, possa ter sido uma coletânea de profecias de épocas diferentes, cuja redação final talvez posso ter acontecido por volta de 400 AC, ou mesmo mais posteriormente. Trezentos anos depois da morte de Isaías ainda se atualizavam suas palavras, pois mesmo profecias da época dele foram relidas na perspectiva pós-exílica. O horizonte de leitura do livro completo de Isaías é o da época persa e da comunidade judaica pós-exílica.
Talvez haja uma possibilidade, de acordo com a teoria da crítica bíblica moderna, que talvez posso ter sido dois Isaías que escreveram o livro. O Proto-Isaías escreveu parte dos capítulos 1 a 39 do Livro de Isaías. Ele admoestava Israel pelas convulsões sociais e pela sua política externa, pronunciou-se contra a ameaça dos Assírios e foi o primeiro a mencionar a espera de um Messias. De acordo com alguns teólogos, os capítulos 24 a 27 e 33 a 39 contêm dados adicionais posteriores.
Talvez os capítulos 40-55 do livro de Isaías, possam talvez ter sido escritos por um profeta anônimo, que costuma chamar-se de Dêutero-Isaías (Acredita-se que esse possível autor anônimo, possa ter vivido por volta de 550-539 a.C., que segundo essa teoria, ele deu a sua consolação ao povo israelita que tinha sido feito prisioneiro e enviado ao Cativeiro Babilónico), para distingui-lo do primeiro. Na visão da religião Judaica, o livro de Isaías, faz uma analogia ao fato do povo Judeu ser um vassalo de Deus e aquele que sofre pelos povos.
Os capítulos 55-66 do Livro de Isaías são tidos por alguns pesquisadores modernos, como uma possibilidade de que possa haver acréscimos posteriores ao Dêutero-Isaías, que por volta de 1900, possa talvez haver um terceiro autor (um terceiro Isaías), mas que, de acordo com a teoria, talvez possam ter sido vários.
Porém, a visão de um único Isaías é aceita pela maioria dos biblistas, teólogos, pregadores e pastores, que encontram termos em comum nos três livros e consideram tais termos como prova de veracidade.
A visão dos biblistas, teólogos, pregadores e pastores é a de que o Livro de Isaías foram escrito por uma única pessoa entre 740 a 681 a.C. pelos seguintes motivos:
- 		
- 	
- Nos capítulos nas duas seções existem palavras que atestam sua unidade, como:
- 		
- 	
- "o Santo de Israel".

- 	
- “… as vossas mãos estão cheias de sangue." (1:15; 59:3)

- 	
- “… será a coroa de glória e o formoso diadema para os restantes de seu povo." (28:5; 62:3)

- 	
- “… pois águas arrebentarão no deserto, e ribeiros, no ermo."(35:6; 41:18)

- 		
- 	
- As mudanças no tema acontecem para preparar o leitor e fazer com que o mesmo entenda a mensagem. Norman Geisler explica:
- 		
- 	
"Os capítulos 1 a 39 preparam o leitor para as profecias contidas nos capítulos 40 a 66. Sem esses capítulos preparatórios, a última seção do livro não faria muito sentido.

## A questão em torno de Isaías 40:22
Uma das passagens bíblicas que talvez tenham gerado mais controvérsias e problemas na História, atingindo crucialmente a questão do helicentrismo versus teocentrismo, é a passagem de Isaías 40:22. Nesta passagem, uma regra das traduções (incluso as que vigoravam na Idade Média) era de traduzir a palavra hebraica hhug por "círculo". Tal passagem acabou por gerar a interpretação de que a Terra teria a forma de um prato, ou um disco - a Versão Católica ainda traduz o termo como "disco", o que acabou por ser um dos motivos da oposição às viagens de Colombo quando este almejou encontrar as Índias contornando a Terra.
No entanto, de acordo com o livro de B. Davidson "A Concordance of the Hebrew and Chaldee Scriptures" (Concordância das Escrituras Hebraicas e Caldeias), a mesma palavra pode ainda ser traduzida por "esfera".

## Confirmação Arqueológica
Os arqueólogos anunciaram em 2018 que encontraram, ao lado do local onde a bula do Rei Ezequias foi descoberta, uma bula com o nome Isaias escrito nela, sendo ele, segundo fontes bíblicas, o Profeta contemporâneo a Rei Ezequias e também seu conselheiro próximo.
O grande problema desta bula, no entanto, é que ela encontra-se fragmentada, gerando dúvidas entre os especialistas em epigrafia na identificação do seu conteúdo total, porém, caso os arqueólogos consigam comprovar a posse desta bula a Isaias, seria a primeira vez que a existência deste personagem bíblico seria confirmado pela arqueologia.

### Sebna servo do Rei
Já em relação à veracidade história do seu livro, foi encontrado em escavações em Lachish no fim da década de 60, uma bula fragmentada que continha a inscrição: Shebnayahu «…» Hamelekh, ou seja, Sebna «…» o Rei. Já em 2007, quando o fragmento de uma outra bula apareceu no mercado de antiguidades, pôde-se comparar as duas e perceber que, pela similaridade, ambas eram da mesma pessoa. Com isso, chegou-se a conclusão de que o conteúdo original da bula seria: Sebna, servo do Rei, como dito na Bíblia, no livro de Isaias:
Assim diz o Senhor Deus dos Exércitos: Anda e vai ter com este tesoureiro, com Sebna, o mordomo, e dize-lhe: Isaías 22:15